# كينتو أوميكي
كينتو أوميكي (باليابانية: 梅木 絢都) (20 نوفمبر 1999 في هيوغو في اليابان – )؛ هو لاعب كرة قدم كان يلعب كمدافع.

## وصلات خارجية
- كينتو أوميكي على موقع رابطة كرة القدم اليابانية للمحترفين (اليابانية)
- كينتو أوميكي على موقع Soccerway.com (الإنجليزية)